# Свети Никола (Гнеотино)
Вижте пояснителната страница за други значения на Свети Никола.
„Свети Николай Мирликийски Чудотворец“ или „Свети Никола“ (на македонска литературна норма: „Свети Николај Мирликијски Чудотворец“, „Свети Никола“) е възрожденска църква в битолското село Гнеотино, част от Преспанско-Пелагонийската епархия на Македонската православна църква – Охридска архиепископия.

## Местоположение
Църквата е гробищен храм, разположен в северозападния край на селото. 

## История
Храмът е завършен през октомври 1862 година по времето на митрополит Венедикт Византийски, съдейки по ктиторската плоча над входа, която гласи:
| „ | Ο ΕΝ ΤΩ ΧΩΡΙΩ ΓΝΕΟΤΙΝΩ ΙΕΡΟΣ ΟΥΤΟΣ ΝΑΟΣ ΤΟΥ ΕΝ ΑΓ. ΠΑΤΡΟΣ ΗΜΩΝ ΝΙΚΟΛΑΟΥ ΕΚΤΙΣΘΗ ΕΚ ΤΕΜΕΛΙΩΝ ΔΙ ΕΞΟΔΩΝ ΤΩΝ ΟΡΘΟΔΟΞΩΝ ΧΡΝΩΝ : ΕΠΙ ΤΗΣ ΑΡΧΙΕΡΑΤΕΙ ΤΟΥ ΠΑΝ. ΑΓ. ΠΕΛΑΓΩΝΕΙΑΣ Κ : Κ : ΒΕΝΕΔΙΚΤΟΥ ΤΟΥ ΒΥΖΑΝ ΤΙΟΥ ΠΑΡΟΥ ΚΑΙ ΕΓΚΛΙΝΙΣΘΗ 1862 : 8ΒΡΙΟΥ | “ |

Обновен е в 1927 година.
Храмът има ценни оригинални стенописи.
- Иконостасът
- „Успение Богородично“ и „Второто пришествие“ на западната стена
- Стенописи на южната стена